# Sindicato Unificado de Trabajadores de la Educación de Buenos Aires
Sindicato Unificado de Trabajadores de la Educación de Buenos Aires (abgekürzt SUTEBA) ist eine argentinische Bildungsgewerkschaft. Mit seinen mehr als 115.000 Mitgliedern ist sie die mit Abstand stärkste Einzelgewerkschaft in der Confederación de Trabajadores de la Educación de la República Argentina (CTERA), die mehr als 140 Bildungsgewerkschaften umfasst. Sie wurde am 31. August 1986 gegründet und hat die meisten Mitglieder (rund 80.000) in der Provinz Buenos Aires, wo auch ein Drittel der Gesamtbevölkerung Argentiniens lebt.
Seit den 1980er Jahren tritt die Gewerkschaft für die Rechte von Lehrerinnen und Lehrern ein und fordert eine deutlich höhere Bezahlung. Seit der Wahl von Mauricio Macri zum Präsidenten Argentiniens sieht sich die Gewerkschaft erheblichem Druck ausgesetzt. Zusammen mit der CTERA organisierte sie im Frühjahr 2017 Großdemonstrationen und Streiks.